# Аспенстрём, Карл Вернер
Карл Вернер Аспенстрём (швед. Karl Werner Aspenström; 13 ноября 1918, Норрберке — 25 января 1997, Стокгольм) — шведский поэт, драматург, эссеист. Член Шведской академии (с 1981 года).
Сборники стихов «Snölegend» («Снежная легенда», 1949), «Litania» («Литания», 1952), «Hundarna» («Псы», 1954), сборник автобиографических рассказов «Bäcken» («Ручей», 1958), эссе «Sommar» («Лето», 1968), «Skäl» («Причина», 1970), драмы и сценарии для телепрограмм.